# Maligno (película de 2021)
Maligno (Malignant en inglés) es una película de terror estadounidense dirigida por James Wan a partir de un guion de Akela Cooper basado en una historia original de Wan e Ingrid Bisu. Está protagonizada por Annabelle Wallis, Jake Abel, George Young, Maddie Hasson, Michole Briana White, Jacqueline Mckenzie y Mckenna Grace. 
Maligno estaba inicialmente programada para ser estrenada en Estados Unidos el 15 de agosto de 2020, pero debido a la crisis por la COVID-19 su fecha de estreno fue ocupada por Wonder Woman 1984, quedando así sin fecha programada. Finalmente, Warner fijó la fecha de estreno el 10 de septiembre de 2021.

## Sinopsis
Madison (Annabelle Wallis) es una mujer embarazada que vive en Seattle junto a su pareja (Jake Abel). Una noche, tras una discusión en la que él acaba golpeando su cabeza contra la pared, empiezan a suceder fenómenos extraños en la casa. Desde ese momento, Madison tiene visiones sobre unos macabros asesinatos que tienen lugar en la ciudad y que, de alguna manera, están conectados con un pasado que ya no recuerda. Convertida en la principal sospechosa a ojos de la policía, Madison buscará las respuestas a todas las preguntas con la ayuda de su hermana pequeña (Maddie Hasson).

## Argumento
En 1993, la Dra. Florence Weaver y sus colegas Victor Fields y John Gregory están tratando a un paciente psiquiátrico llamado Gabriel en el Hospital Simion Research. Gabriel de alguna manera ha adquirido poderes especiales como controlar la electricidad y transmitir sus pensamientos a través de parlantes. Durante una noche, se pone violento y mata a varios miembros del personal de la institución.
Veintiocho años después, una mujer embarazada, Madison Lake, vive en Seattle después de soportar dos años de abortos espontáneos que han afectado su matrimonio con su esposo Derek Mitchell. Durante una discusión, Derek golpea la cabeza de Madison contra una pared, después de lo cual ella se encierra en el dormitorio y se queda dormida. Madison luego se despierta para encontrar el cuerpo de Derek después de tener un sueño de un hombre que entra a su casa y lo mata violentamente. El asesino, aún en la casa, ataca a Madison, dejándola inconsciente.
Madison se despierta en el hospital y su hermana Sydney le informa que su bebé no sobrevivió. Después de ser interrogada por los detectives Kekoa Shaw y Regina Moss, Madison regresa a casa. Esa misma hora, Gabriel secuestra a una mujer que dirige el Tour Subterráneo de Seattle. Madison ve otro sueño sobre Gabriel asesinando a Weaver.
Durante su investigación, Shaw y Moss descubren una foto de Madison cuando era niña en la casa de Weaver y descubren que ella se especializó en cirugía reconstructiva infantil. Madison y su hermana se acercan a la policía después de ver a Gabriel asesinar a Fields. Gabriel contacta a Madison haciendo que ella recuerde su pasado. Ella y su hermana visitan a su madre para aprender más. Madison se da cuenta de que Gabriel no era su amigo imaginario, sino alguien real con quien habló durante su infancia. Shaw encuentra un vínculo entre los médicos y Madison que lo lleva a descubrir el cadáver de Gregory.
Los detectives solicitan la ayuda de un psiquiatra con la esperanza de desbloquear los recuerdos de Madison. Recuerda que su verdadero nombre es Emily May y que Gabriel quería que matara a su hermana por nacer. Estuvo a punto de hacerlo, pero pudo detenerse. La policía arresta a Madison cuando la mujer secuestrada se cae del ático de su casa, revelando que Gabriel vivía dentro de su casa. Más tarde se revela que la mujer secuestrada es Serena May, la madre biológica de Madison. Sydney visita el hospital Simion ahora cerrado y descubre que Gabriel es el hermano gemelo de Emily, que vive dentro de su cuerpo como una versión extrema de un "teratoma" compartiendo el mismo cerebro que Emily. Weaver operó a Emily para cortar el tumor parasitario y cosió a Gabriel de nuevo en su cerebro. Estuvo inactivo durante su infancia, pero se despertó cuando Derek le rompió la cabeza.
Gabriel mata a otros presos cuando es provocado dentro del calabozo y escapa. Sydney y Shaw lo interceptan en el hospital donde ingresa Serena. Sydney le informa a Madison que Gabriel es la causa de sus abortos espontáneos porque se estaba alimentando de sus fetos. Reuniendo el coraje, Madison se despierta, encierra a Gabriel en su cerebro y puede salvar a su hermana de ser lastimada y al final, el zumbido eléctrico que acompaña a los ataques de Gabriel se puede escuchar débilmente.

## Reparto
- Annabelle Wallis como Emily May / Madison "Maddie" Lake-Mitchell
  - Mckenna Grace como la joven Emily May
- Maddie Hasson como Sydney Lake
- George Young como el Det. Kekoa Shaw
- Michole Briana White como la Det. Regina Moss
- Jean Louisa Kelly como Serena May / "Jane Doe"
  - Madison Wolfe como la joven Serena
- Susanna Thompson como Jeanne
- Jake Abel como Derek Mitchell
- Jacqueline McKenzie como la Dra. Florence Weaver
- Christian Clemenson como el Dr. Victor Fields
- Amir Aboulela como Dr. Gregory
- Ingrid Bisu como Winnie
- Paula Marshall como Beverly
- Zoë Bell como Scorpion
- Patricia Velásquez como la enfermera Velasquez
- Marina Mazepa como Gabriel
  - Ray Chase como la voz de Gabriel

## Producción

### Desarrollo
En julio de 2019 se anunció que James Wan dirigiría una película de New Line Cinema a partir de un guion que escribiría junto a Ingrid Bisu. Además, también participaría como productor junto a Michael Clear con su productora Atomic Monster.

### Casting
En agosto de 2019, Annabelle Wallis, George Young y Jake Abel se unieron al reparto de la película. En septiembre de ese mismo año, Maddie Hasson, Michole Briana White y Jacqueline Mckenzie se unieron al reparto. Finalmente, Mckenna Grace se unió al reparto en marzo de 2020.

### Rodaje
La producción comenzó oficialmente el 24 de septiembre de 2019 y el rodaje se completó antes del 8 de diciembre de ese mismo año. El 24 de octubre de 2019, Wan aclaró que la película no se basa en su novela gráfica Malignant Man y declaró: "Definitivamente no es una película de superhéroes. Malignant es un thriller original que no se basa en ninguna IP existente ".

## Estreno
Malignant estaba programada para ser lanzada en Estados Unidos el 14 de agosto de 2020 por Warner Bros. Pictures., pero debido a la crisis provocada por la COVID-19, Wonder Woman 1984 trasladó su fecha de estreno a la de Maligno, quedando esta fuera del calendario. Finalmente, en enero de 2021 Warner Bros. fijó la fecha de estreno el 10 de septiembre de 2021.

### Marketing
El 20 de julio de 2021 se publicó el primer tráiler oficial de la película junto a su póster. Además, también se reveló la sinopsis oficial así como el título en español de la película.

## Recepción
Maligno recibió reseñas mixtas a positivas de parte de la crítica y de la audiencia. En el sitio web especializado Rotten Tomatoes, la película posee una aprobación de 76%, basada en 171 reseñas, con una calificación de 6.3/10 y un consenso crítico que dice: «Malignant no es particularmente aterrador, pero el regreso del director James Wan al horror contiene muchas emociones sangrientas y un giro memorablemente loco.» De parte de la audiencia tiene una aprobación de 52%, basada en más de 2500 votos, con una calificación de 3.0/5.
El sitio web Metacritic le dio a la película una puntuación de 51 de 100, basada en 23 reseñas, indicando "reseñas mixtas o promedio". Las audiencias encuestadas por CinemaScore le dieron a la película una "C" en una escala de A+ a F, mientras que en el sitio IMDb los usuarios le asignaron una calificación de 6.2/10, sobre la base de 90 999 votos. En la página web FilmAffinity la cinta tiene una calificación de 5.6/10, basada en 7964 votos.

### Taquilla
A 23 de noviembre de 2021, Maligno había recaudado $13,4 millones en Estados Unidos y Canadá y $20,6 millones en otros territorios, para un total mundial de $34 millones.